# Weslake

## Motorista in Formula 1

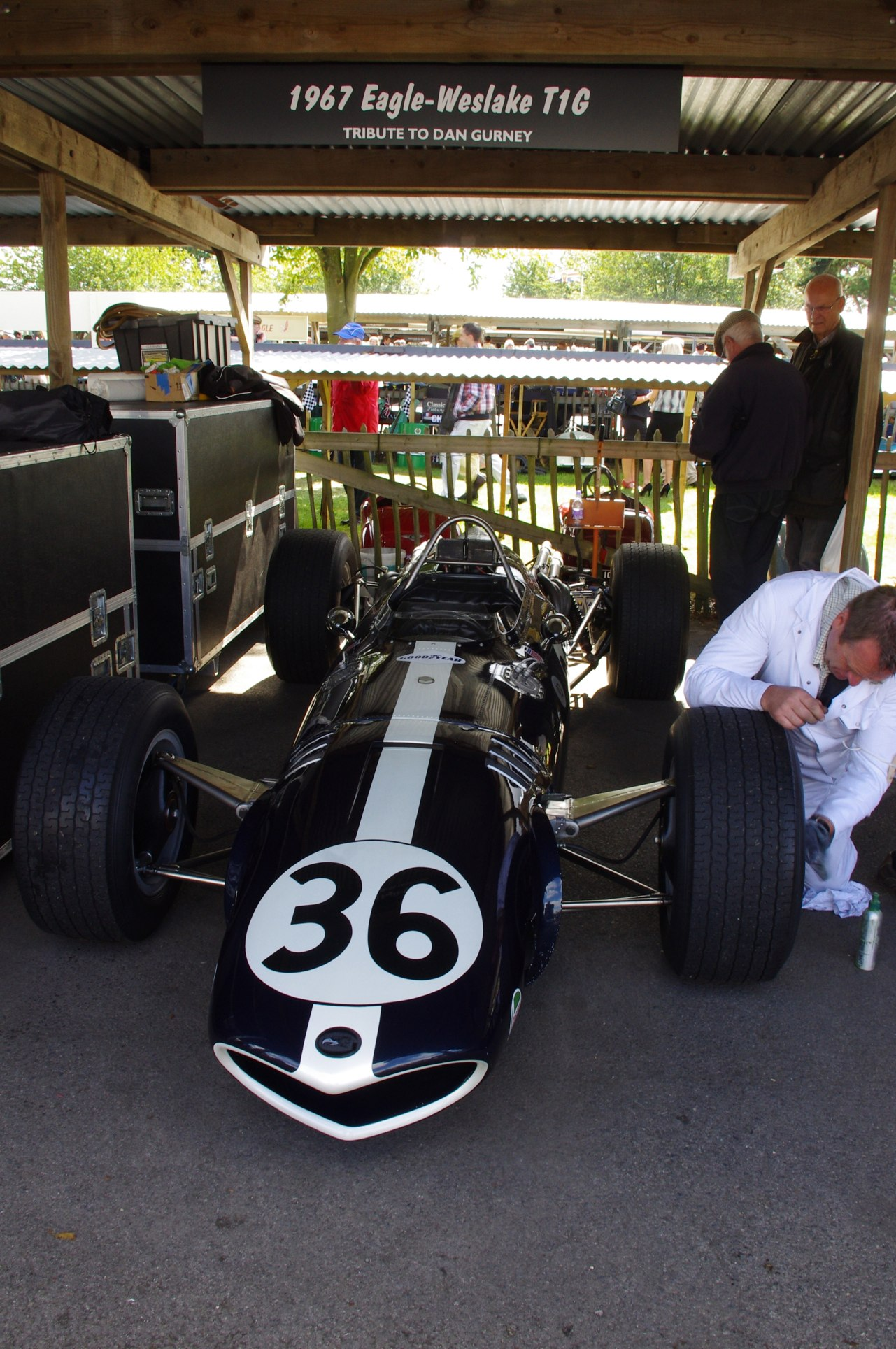
La Eagle MK1 del 1967 al Goodwood Festival of Speed.

Il nome Weslake identifica una marca di motori fondata da Harry Weslake.
Nel 1966, su richiesta di Dan Gurney, realizzò un propulsore di Formula 1 per il team statunitense Eagle, un motore V12 da 3000 cc che permise alla Eagle di vincere il Gran Premio del Belgio 1967 proprio con Gurney al volante. Frequenti noie al propulsore pregiudicarono la stagione del team americano che l'anno seguente disputò solo 5 corse e infine chiuse i battenti.
La Weslake continuò a realizzare motori e testate per varie case, in particolare per la Ford e motori motociclistici.